# Bondsraad (Zwitserland)
De Bondsraad (Duits: Bundesrat, Frans: Conseil fédéral, Italiaans: Consiglio federale, Reto-Romaans: Cussegl federal) is de federale regering van Zwitserland. Het is een directoriaal georganiseerde autoriteit die tegelijkertijd de functie van staatshoofd en regeringsleider uitoefent en werkt volgens de principes van de collegialiteit, wat betekent dat de macht collectief wordt uitgeoefend. De Bondsraad telt zeven leden die worden verkozen of herverkozen door de Bondsvergadering voor een onbeperkt hernieuwbare termijn van vier jaar. Traditiegetrouw worden Bondsraadsleden herverkozen tot aan hun eigen ontslag of hun overlijden. Slechts zeer uitzonderlijk wordt een zittend Bondsraadslid niet herverkozen. Dit gebeurde sinds 1848 slechts vier keer.
Ieder lid van de Bondsraad beheert een eigen departement van de federale overheid. Uit de leden van de Bondsraad kiest de Bondsvergadering ieder jaar de bondspresident of president van de Confederatie en de vicebondspresident. De president is gedurende diens ambtstermijn van een jaar de primus inter pares en bekleedt een louter representatieve functie. De verkiezing van de bondspresident gebeurt via een rotatiesysteem en volgens anciënniteit van de leden van de Bondsraad. In de regel wordt het Bondsraadslid dat in het eerste jaar vicebondspresident was, in het daaropvolgende jaar tot president verkozen.

## Geschiedenis
De Bondsraad werd opgericht door de Zwitserse Grondwet van 1848 als het uitvoerend orgaan van de nieuw opgerichte federale staat. De Bondsraad werd voor het eerst verkozen door de Bondsvergadering op 16 november 1848 voor een ambtstermijn van toen nog drie jaar. Bij het invoeren van de Bondsraad in de grondwet liet men zich zowel inspireren door lokale voorbeelden in Zwitserse steden en kantons, als door het Directoire ten tijde van de Helvetische Republiek.

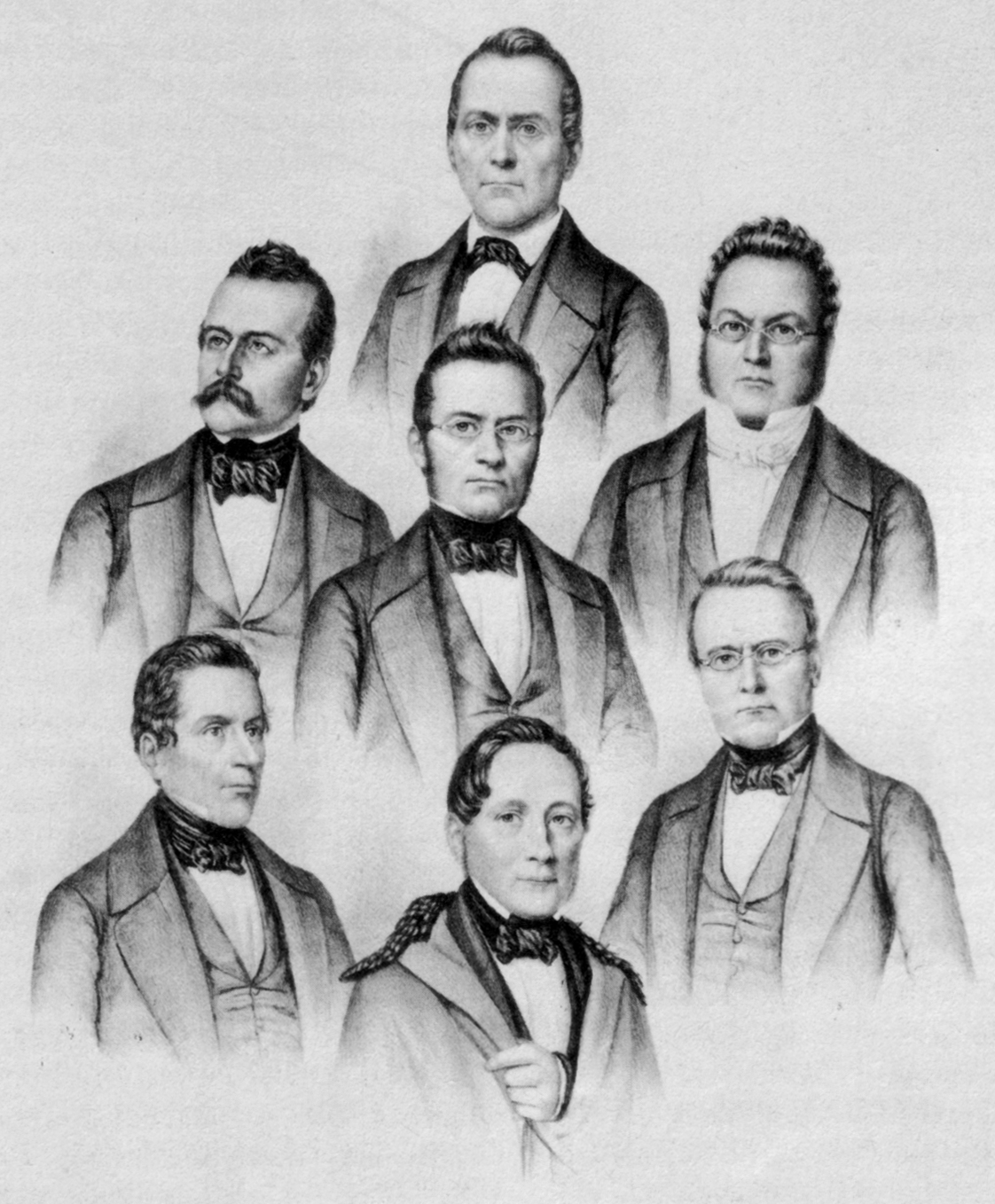
Samenstelling van de Bondsraad bij de oprichting in 1848. Bovenaan staat Martin Josef Munzinger, op de middenrij staan van links naar rechts Ulrich Ochsenbein, Jonas Furrer en Daniel-Henri Druey en op de onderste rij staan van links naar rechts Stefano Franscini, Friedrich Frey-Herosé en Wilhelm Matthias Naeff.

De eerste zeven leden van de Bondsraad in 1848 waren de Duitstaligen Martin Josef Munzinger uit het kanton Solothurn, Ulrich Ochsenbein uit het kanton Bern, Jonas Furrer uit het kanton Zürich, Friedrich Frey-Herosé uit het kanton Aargau en Wilhelm Matthias Naeff uit het kanton Sankt Gallen, de Franstalige Daniel-Henri Druey uit het kanton Vaud en de Italiaanstalige Stefano Franscini uit het kanton Ticino. Allen behoorde ze tot de radicale strekking, de voorlopers van de huidige Vrijzinnig-Democratische Partij.De Liberalen (FDP/PLR), gezien de dominantie van deze politieke strekking in zowel de Nationale Raad als de Kantonsraad na de parlementsverkiezingen van dat jaar.
In 1931 werd de duur van de ambtstermijn verlengd van drie naar vier jaar. Deze verlenging werd goedgekeurd in een referendum. Toen in 1959 tegelijkertijd vier Bondsraadsleden ontslag namen, voerde men de stilzwijgende regel in die men de toverformule noemt. Dit is de ongeschreven regel over de verdeling van de zetels in de Bondsraad over de verschillende partijen van Zwitserland in verhouding tot hun grootte.
Tot aan de grondwetswijziging van 1999 bepaalde de Zwitserse Grondwet dat er per kanton slechts een vertegenwoordiger mocht zijn in de Bondsraad. Deze regel werd in het kader van de grondwetsherziening afgeschaft en vervangen door de regel dat de verschillende Zwitserse regio’s en taalgroepen evenwichtig in de Bondsraad moeten vertegenwoordigd zijn.
Enkele uitzonderlijke gebeurtenissen niet te na gesproken is de Bondsraad sinds haar oprichting in 1848 steeds een stabiele instelling geweest. Het is bovendien zo dat de Zwitserse federale regering sinds 1848 nooit in zijn geheel is vervangen, wat eerder uitzonderlijk is in vergelijking met andere Europese landen. Dit neemt niet weg dat er weleens voorstellen tot hervorming van de Bondsraad zijn geformuleerd, zij het meestal zonder succes. Zo legde de Socialistische Partij van Zwitserland (SP/PS) reeds twee keer voorstel neer om de Bondsraad niet door de Bondsvergadering, maar door de bevolking te laten verkiezen. In beide gevallen werd dit voorstel afgewezen in een referendum, een eerste maal in 1900 en een tweede maal in 1942. In de jaren 1990 en 2000 kwam dit voorstel opnieuw naar boven onder impuls van de opkomende Zwitserse Volkspartij (SVP/UDC). In 1996 stelde de Bondsraad voor om staatssecretarissen op te nemen in de regering om zo de werklast van de Bondsraadsleden te verminderen. Dit voorstel werd in een referendum afgewezen. In 2008 stelde de socialistische partijvoorzitter Christian Levrat voor om een afzettingsprocedure in te voeren voor de Bondsraadsleden. Dit voorstel werd echter lauw onthaald door de andere partijen.

## Samenstelling
Sinds 2024 is de Bondsraad als volgt samengesteld, in volgorde van anciënniteit:
| Naam | Naam                      | Foto | Toetredingsdatum | Partij      | Kanton       | Functie |
| ---- | ------------------------- | ---- | ---------------- | ----------- | ------------ | --- |
|      | Guy Parmelin              |      | 1 januari 2016   | SVP/UDC     | Vaud         | Vicebondspresident in 2025; hoofd van het Federaal Departement van Economische Zaken, Vorming en Onderzoek |
|      | Ignazio Cassis            |      | 1 november 2017  | FDP/PLR     | Ticino       | Hoofd van het Federaal Departement van Buitenlandse Zaken                                                  |
|      | Karin Keller-Sutter       |      | 1 januari 2019   | FDP/PLR     | Sankt Gallen | Bondspresident in 2025; hoofd van het Federaal Departement van Financiën                                   |
|      | Albert Rösti              |      | 1 januari 2023   | SVP/UDC     | Bern         | Hoofd van het Federaal Departement van Milieu, Verkeer, Energie en Communicatie                            |
|      | Élisabeth Baume-Schneider |      | 1 januari 2023   | SP/PS       | Jura         | Hoofd van het Federaal Departement van Binnenlandse Zaken                                                  |
|      | Beat Jans                 |      | 1 januari 2024   | SP/PS       | Bazel-Stad   | Hoofd van het Federaal Departement van Justitie en Politie                                                 |
|      | Martin Pfister            |      | 1 april 2025     | Het Centrum | Zug          | Hoofd van het Federaal Departement van Defensie, Volksverdediging en Sport                                 |

De Bondsraad wordt in haar werkzaamheden bijgestaan door de bondskanselier.
| Naam | Naam         | Foto | Sinds          | Partij  | Functie        |
| ---- | ------------ | ---- | -------------- | ------- | -------------- |
|      | Viktor Rossi |      | 1 januari 2024 | GLP/PVL | Bondskanselier |

### Verkiezing
De Bondsraad wordt verkozen ofwel iedere vier jaar in de maand december, net na de federale parlementsverkiezingen, die doorgaans in oktober en november plaatsvinden, of nadat een zittend Bondsraadslid diens ontslag aankondigt of overlijdt. Iedere Zwitserse burger die in de Nationale Raad kan worden verkozen, kan tevens tot Bondsraadslid worden verkozen. Het is niet vereist dat men zich officieel kandidaat stelt. De verkiezing vindt plaats in de plenaire vergaderzaal van de Nationale Raad en gebeurt door middel van geheime stemming. Om te worden verkozen moet men een absolute meerderheid behalen. Er vinden dan ook stemrondes plaats tot een kandidaat meer dan de helft van de stemmen heeft verkregen.
Hoewel de verkiezing van de Bondsraad doorgaans geen verrassingen oplevert, zijn er ook verkiezingen waar langdurige onderhandelingen aan voorafgaan, in het bijzonder in de nacht voor de verkiezingen. Plotse wendingen naar aanloop van de verkiezing zijn dan niet uitzonderlijk. Deze nacht noemt men dan ook weleens de Nacht van de Lange Messen.
Indien een Bondsraadslid moet worden vervangen, draagt de partij die volgens de toverformule recht heeft op deze zetel meestal een kandidaat naar voren. Desalniettemin kan het gebeuren dat de Bondsvergadering deze kandidatuur niet steunt. Het meest opvallende voorbeeld in die zin was de Bondsraadsverkiezing van 1973, toen drie voorgedragen kandidaten werden geweigerd. De overige partijen zoeken dan een kandidaat die voor hen wel aanvaardbaar is, zoals dat het geval was bij de verkiezing van de socialisten Lilian Uchtenhagen in 1983 en Christianne Brunner in 1993. Om zulke verwerping van de kandidatuur te vermijden, kan het ook gebeuren dat een partij meerdere kandidaten naar voren schuift en de Bondsvergadering laat beslissen. De eerste zulke dubbele kandidatuur dateert van 1979, toen zowel Leon Schlumpf als Werner Martignoni werden voorgedragen. Een hoger aantal kandidaturen doet ook het aantal stemrondes toenemen die nodig zijn om een Bondsraadslid te verkiezen. Tussen 1962 en 1987 bijvoorbeeld werden alle Bondsraadsleden in één stemronde verkozen, terwijl dit nadien uitzonderlijk is geworden. Kaspar Villiger en Doris Leuthard werden bijvoorbeeld nog wel met een stemronde verkozen. Voor de verkiezing van bijvoorbeeld Adolf Ogi, Hans-Rudolf Merz, Eveline Widmer-Schlumpf en Alain Berset waren twee stemrondes nodig, voor Ruth Dreifuss en Christoph Blocher vier stemrondes, voor Moritz Leuenberger, Pascal Couchepin en Micheline Calmy-Rey vijf stemrondes en voor Joseph Deiss en Samuel Schmid zelfs zes rondes.
Sinds 1848 hebben vijf personen hun verkiezing geweigerd. Op 12 juli 1855 weigerde Johann Jakob Stehlin, die opdat moment lid was van de Nationale Raad, zijn verkiezing, omdat hij naar eigen zeggen niet de kennis noch de ervaring had om de taak van Bondsraadslid op zich te nemen. Op 10 december 1875 verzaakte Louis Ruchonnet aan zijn verkiezing. Hij zou alsnog Bondsraadslid worden in 1881. Enkele dagen later, op 18 december 1875 werd Charles Estoppey in plaats van Ruchonnet verkozen, maar ook hij zag af van zijn verkiezing. Uiteindelijk zou Numa Droz het nieuwe Bondsraadslid worden. Op 22 februari 1881 verzaakte ook Karl Hofmann aan zijn verkiezing. Een kleine eeuw later zou op 3 maart 1993 de socialist Francis Matthey verkozen maar dit ten koste van Christiane Brunner, die de officiële kandidaat was van de Sociaaldemocratische Partij. Omdat Matthey geen steun genoot binnen zijn partij, weigerde hij zijn verkiezing. Uiteindelijk werd op 10 maart 1993 consensusfiguur Ruth Dreifuss verkozen, die in 1999 de eerste vrouwelijke voorzitster van de Confederatie zou worden.
Sinds 1848 werden slechts drie Bondsraadsleden verkozen die voordien geen federaal parlementair mandaat of een kantonnaal uitvoerend mandaat hadden uitgeoefend. Het gaat om Bernhard Hammer, die werd verkozen in 1875, om Hans Schaffner, die werd verkozen in 1961 en om Ruth Dreifuss, die werd verkozen in 1993.

### Ontslag en niet-herverkiezing
Eenmaal een Bondsraadslid is verkozen, kan hij of zij in de zittingsperiode niet worden afgezet. De wet regelt immers geen afzettingsprocedure en Zwitserland kent evenmin het concept van een motie van wantrouwen. Wel regelde men in 2008 de vervanging van Bondsraadsleden om bijvoorbeeld gezondheidsredenen.
Een Bondraadslid kan een onbeperkt herverkozen worden. Sinds 1848 werden slechts vier Bondraadsleden die zich herverkiesbaar stelden, niet herverkozen. Op 6 december 1854 werd Ulrich Ochsenbein niet herverkozen nadat hij bij de parlementsverkiezingen van 1854 eerder dat jaar niet verkozen geraakte in de Nationale Raad, waarna hij uit de gratie was gevallen binnen zijn partij. Hij werd opgevolgd door zijn politieke tegenstander Jakob Stämpfli, die pas na zes stemrondes werd verkozen. Op 7 december 1872 werd Eugène Borel in de tweede stemronde verkozen met 90 stemmen, ten koste van zittend Bondraadslid Jean-Jacques Challet-Venel. Die werd weggestemd vanwege zijn verzet tegen de grondwetsherziening, die er uiteindelijk zou komen in 1874. Na de verkiezingsoverwinning van de Zwitserse Volkspartij (SVP/UDC) bij de parlementsverkiezingen van 2003, waarbij de partij toen reeds de grootste was van het land en zijn zetelaantal nog wist uit te breiden, eiste de partij een tweede zetel op in de Bondsraad voor de controversiële Christoph Blocher. Volgens de zogenaamde toverformule beschikten de overige partijen PS/SP, FDP/PLR en CVP/PDC immers tot dan toe elk over twee zetels, hoewel ze allen kleiner waren geworden dan de SVP/UDC. Blocher haalde op 10 december 2003 zijn slag thuis, waardoor de toverformule werd gewijzigd ten koste van zittend Bondraadslid Ruth Metzler-Arnold, wiens partij, de Christendemocratische Volkspartij, immers de kleinste van de vier regeringspartijen was geworden en een van zijn twee zetels moest inleveren. Vier jaar later, op 12 december 2007, werd op zijn beurt Blocher niet herverkozen. De overige partijen verkozen immers zijn partijgenote Eveline Widmer-Schlumpf boven de controversiële Blocher.
Op deze vier uitzonderingen na is het in de praktijk zo dat uittredende Bondsraadsleden worden herverkozen als zij zich herverkiesbaar stellen. Zij blijven dan aan tot zijzelf de beslissing nemen om ontslag te nemen, gemiddeld na tien jaar lidmaatschap van de Bondsraad.
Desalniettemin zagen ook enkele Bondsraadsleden zich genoodzaakt af te treden nadat ze een referendum over een eigen voorstel hadden verloren. Zo trad Emil Welti af in 1891 nadat de Zwitsers zijn voorstel tot nationalisatie van de spoorwegen verwierp. In 1934 trad Heinrich Häberlin af na het afkeuren van zijn voorstel over de bescherming van de openbare orde. In 1953 verliet Max Weber de Bondsraad nadat zijn financieel programma door de bevolking werd afgekeurd. Met zijn aftreden verdween de Sociaaldemocratische Partij van Zwitserland tijdelijk uit de Bondsraad. De partij zou bij het invoeren van de toverformule zes jaar later, in 1959, opnieuw vertegenwoordigd zijn in de regering en dat ineens met twee zetels.
Bovendien zagen ook enkele Bondsraadsleden zich genoodzaakt om ontslag te nemen om politieke redenen. Zo nam op 19 juni 1917 Arthur Hoffmann ontslag vanwege zijn onvoorzichtige opstelling tegenover de strijdende partijen in de Eerste Wereldoorlog, een conflict waarin Zwitserland neutraal bleef. Op 22 maart 1934 nam Jean-Marie Musy onverwacht ontslag vanwege onenigheid met zijn collega Edmund Schulthess over het economisch en financieel beleid.
Hoewel Zwitserland ook in de Tweede Wereldoorlog neutraal bleef, hield Marcel Pilet-Golaz kort na de overgave van Frankrijk in 1940 als bondspresident een toespraak waarin hij duidelijk alludeerde op een "nieuwe orde" en een "meer autoritaire" democratie en ontving hij leden van een Zwitserse fascistische organisatie. Eind 1944 werd Pilet-Golaz daarom niet verkozen als bondspresident voor het jaar 1945, hoewel hij op dat moment vicebondspresident was en er de stilzwijgende regel is dat de vicebondspresident het daaropvolgende jaar bondspresident wordt. Dit zette hem ertoe aan om op 31 december 1944 ontslag te nemen. In de nasleep van de Mirageschandaal, een omkoopschandaal omtrent de aankoop van legervliegtuigen, zette Paul Chaudet een stap opzij op 28 november 1966. Op 12 januari 1989 ten slotte trad Elisabeth Kopp af nadat vermeende belangenvermenging aan het licht was gekomen. Kopp was de eerste vrouw in de Bondsraad en was op het moment van haar aftreden slechts enkele dagen vicebondspresident, waardoor ze in 1990 de eerste vrouwelijke voorzitter van de Confederatie had kunnen worden.

## Representativiteit
De Zwitserse Grondwet legt weinig criteria op aangaande de representativiteit van de Bondsraad. Tot aan de grondwetsherziening van 1999 gold de regel dat ieder kanton slechts één vertegenwoordiger in de Bondsraad mocht hebben. In 1999 werd deze moeilijk houdbare regel vervangen door een meer algemene regel die stelt dat de verschillende regio's en taalgroepen evenwichtig in de Bondsraad moeten zijn vertegenwoordigd (art. 175, vierde lid Zwitserse Grondwet).
Naast deze grondwettelijke regel zijn er ook een reeks stilzwijgende regels. De keuze van de Bondsraadsleden hangt immers af van hun partij, hun moedertaal, hun kanton van afkomst, de pariteit man-vrouw. Dit maakt het soms moeilijk om een evenwichtige kandidaat te vinden.

### Verdeling tussen de regio's
De geografische en taalkundige achtergrond van een kandidaat-lid spelen een doorslaggevende rol. De Bondsraad moet immers niet enkel evenwichtig samengesteld zijn op politiek vlak, maar ook op taalkundig en cultureel vlak. Zo dient men rekening te houden met een evenwichtige verdeling van de posten tussen Romandië (Franstalige minderheid) en Ticino (Italiaanstalige minderheid), noordwestelijk Zwitserland (omgeving van Bazel), oostelijk Zwitserland en centraal Zwitserland en officieus ook tussen katholieken en protestanten. De nood aan een evenwichtige verdeling op geografisch en taalkundig is een argument om de Bondsraad door de Bondsvergadering en niet door de bevolking te laten verkiezen. Bij een verkiezing door de bevolking zou de Duitstalige meerderheid in staat zijn om de zeven Bondsraadszetels te bezetten.
Vier kantons werden nog nooit vertegenwoordigd in de Bondsraad. Het gaat om de kantons Nidwalden, Schwyz, Schaffhausen en Uri.
| Kanton                 | Aantal leden |
| ---------------------- | ------------ |
| Aargau                 | 5            |
| Appenzell Ausserrhoden | 2            |
| Appenzell Innerrhoden  | 2            |
| Bazel-Landschap        | 1            |
| Bazel-Stad             | 3            |
| Bern                   | 15           |
| Fribourg               | 4            |
| Genève                 | 5            |

| Kanton     | Aantal leden |
| ---------- | ------------ |
| Glarus     | 1            |
| Graubünden | 4            |
| Jura       | 1            |
| Luzern     | 5            |
| Neuchâtel  | 9            |
| Obwalden   | 1            |
| Solothurn  | 6            |

| Kanton       | Aantal leden |
| ------------ | ------------ |
| Sankt Gallen | 6            |
| Thurgau      | 3            |
| Ticino       | 8            |
| Vaud         | 15           |
| Wallis       | 4            |
| Zug          | 3            |
| Zürich       | 20           |

| Kanton       | Aantal leden |
| ------------ | ------------ |
| Nidwalden    | 0            |
| Schaffhausen | 0            |
| Schwyz       | 0            |
| Uri          | 0            |

### Verdeling tussen de geslachten

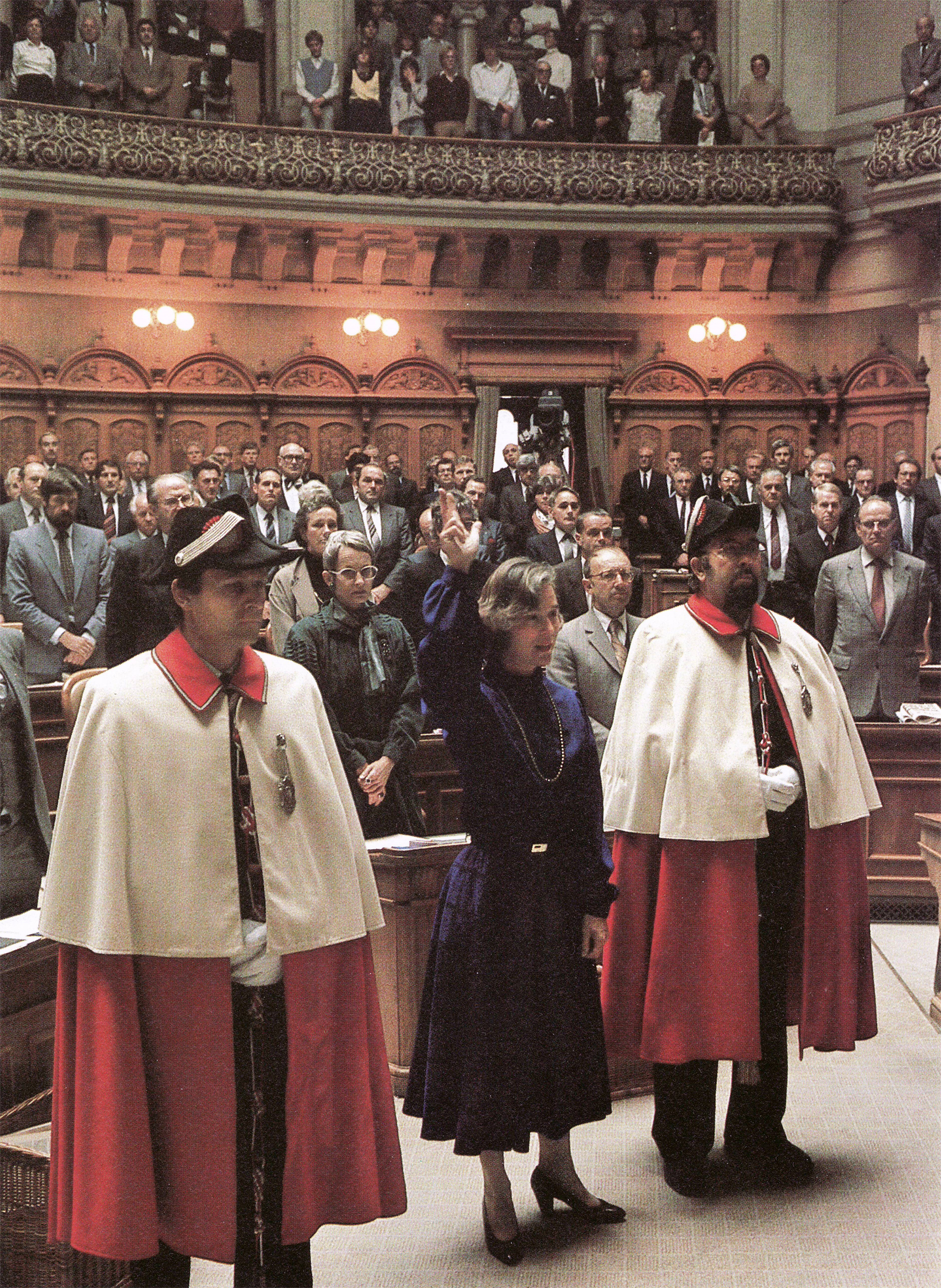
Eedaflegging van het eerste vrouwelijke lid van de Bondsraad Elisabeth Kopp in 1984.

Tot 1971 bestond er op federaal vlak geen recht op verkiesbaarheid voor vrouwen. Meer dan tien jaar later, in 1984, zou Elisabeth Kopp het eerste vrouwelijke lid van de Bondsraad worden.

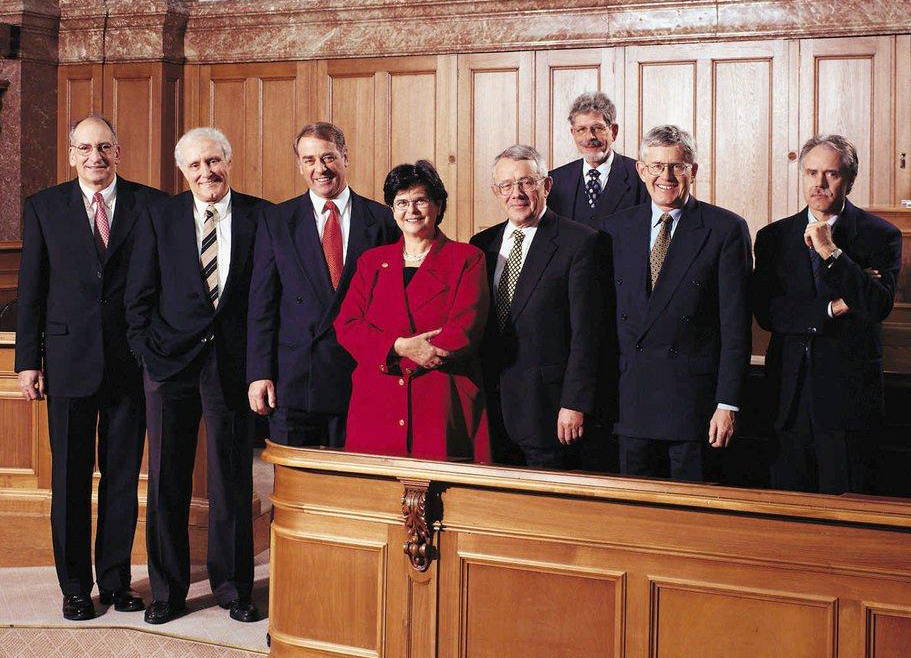
Eerste Bondsraad waarin een vrouw bondspresident van Zwitserland is (Ruth Dreifuss in 1999).

Het eerste vrouwelijke kandidaat-lid was Lilian Uchtenhagen in 1983, door de Sociaaldemocratische Partij van Zwitserland (SP/PS) voorgedragen als opvolgster van Willi Ritschard. Zij was in 1971 een van de eerste vrouwelijke verkozenen in de Nationale Raad. De Vrijzinnig-Democratische Partij (FDP/PDR) verzette zich evenwel tegen haar kandidatuur en uiteindelijk werd op 7 december niet Uchtenhagen maar Otto Stich verkozen als nieuw Bondsraadslid.
Nadat Rudolf Friedrich zich een jaar later, in 1984, om gezondheidsredenen terugtrok uit de Bondsraad werd de liberale Elisabeth Kopp op 2 oktober 1984 verkozen als eerste vrouwelijke Bondsraadslid in de geschiedenis. Enkele dagen na haar verkiezing tot vicebondspresident voor 1989 breekt echter een schandaal uit rond Kopp en haar echtgenoot. Kopp kondigde op 12 december 1988 haar ontslag aan tegen het einde van februari 1989, maar nam later onmiddellijk ontslag op 12 januari 1989.
Sinds de jaren 1990 kwam de kwestie van de pariteit tussen mannen en vrouwen bij iedere Bondsraadsverkiezing waar naar boven. Na het ontslag van René Felber uit de Bondsraad schoof de Sociaaldemocratische Partij in januari 1993 Christiane Brunner naar voren als enige kanidaat om Felber op te volgen. De Bondsvergadering verkoos evenwel niet Brunner maar wel Francis Matthey als opvolger van Felber, waarmee het scenario Uchtenhagen/Stich van 1983 zich herhaalde. Na een week weigerde Matthey evenwel zijn verkiezing, een unicum in de 20e eeuw, waarop de socialisten twee kandidaten naar voren schuiven: Ruth Dreifuss en opnieuw Christiane Brunner. Op 10 maart 1993 werd Dreifuss in de derde stemronde verkozen, nadat Brunner zich had teruggetrokken. Dreifuss zou in 1999 de eerste vrouwelijke bondspresident van Zwitserland worden.

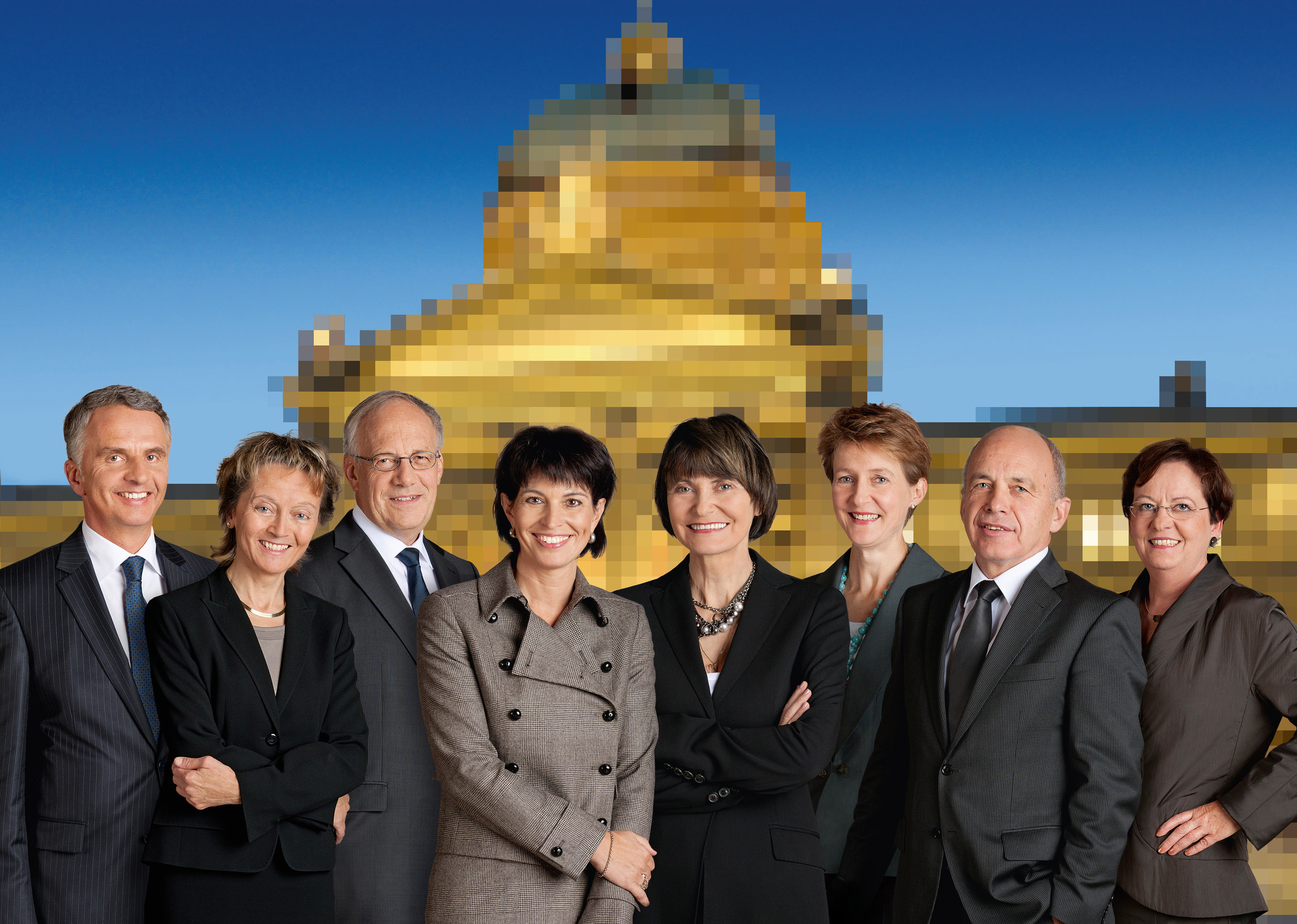
Eerste foto van de Bondsraad waarbij de vrouwen in de meerderheid zijn (2010).

Tijdens dit bondspresidentschap werd Ruth Metzler-Arnold van de Christendemocratische Volkspartij (CVP/PDC) in de Bondsraad verkozen, waardoor die toen voor het eerst twee vrouwen telde. Door de wijziging van de zogenaamde toverformule werd Metzler-Arnold in 2003 echter niet herverkozen, wat haar een van de vier Bondsraadsleden in de geschiedenis maakt die niet herverkozen werden. In dezelfde periode werd Dreifuss opgevolgd door Micheline Calmy-Rey en op 1 augustus 2006 werd Doris Leuthard verkozen als opvolgster van Joseph Deiss. Vanaf 1 januari 2008 telde de Bondsraad drie vrouwelijke leden, na de verkiezing van Eveline Widmer-Schlumpf (SVP/UDC, later BDP/PBD), die de eveneens niet-herverkozen Christoph Blocher opvolgde. Nadat op 22 september 2010 Simonetta Sommaruga tot Bondsraadslid werd verkozen, waren de vrouwelijke leden voor het eerst in de meerderheid. Deze situatie duurde tot 1 januari, toen Alain Berset (SP/PS) Micheline Calmy-Rey opvolgde. Na de verkiezing van Guy Parmelin (SVP/UDC) als opvolger van Eveline Widmer-Schlumpf telde de Bondsraad vanaf 2016 opnieuw twee vrouwen, zijnde Doris Leuthard en Simonetta Sommaruga. Sinds de verkiezing van Viola Amherd (CVP/PDC) en Karin Keller-Sutter (FDP/PLR) eind 2018 telde de Bondsraad, samen met Simonetta Sommaruga, vanaf 2019 opnieuw drie vrouwelijke leden.